# Fuscaldo
Fuscaldo é uma comuna italiana da região da Calábria, província de Cosenza, com cerca de 8.325 habitantes. Estende-se por uma área de 60 km², tendo uma densidade populacional de 139 hab/km². Faz fronteira com Cerzeto, Guardia Piemontese, Lattarico, Mongrassano, Montalto Uffugo, Paola, Rota Greca, San Benedetto Ullano.
Em Fuscaldo nasceu Rosalbino Santoro, pintor da escola de Nápoles que fez sucesso no Brasil, e Ted Boy Marino, ator e ex-lutador de luta livre radicado no Brasil.

## Demografia
| Variação demográfica do município entre 1861 e 2011                               |
|                                                                                   |
| Fonte: Istituto Nazionale di Statistica (ISTAT) - Elaboração gráfica da Wikipedia |